# Caridina roubaudi
Caridina roubaudi е вид десетоного от семейство Atyidae.

## Разпространение
Видът е разпространен в Република Конго.